# Convertible (Computer)

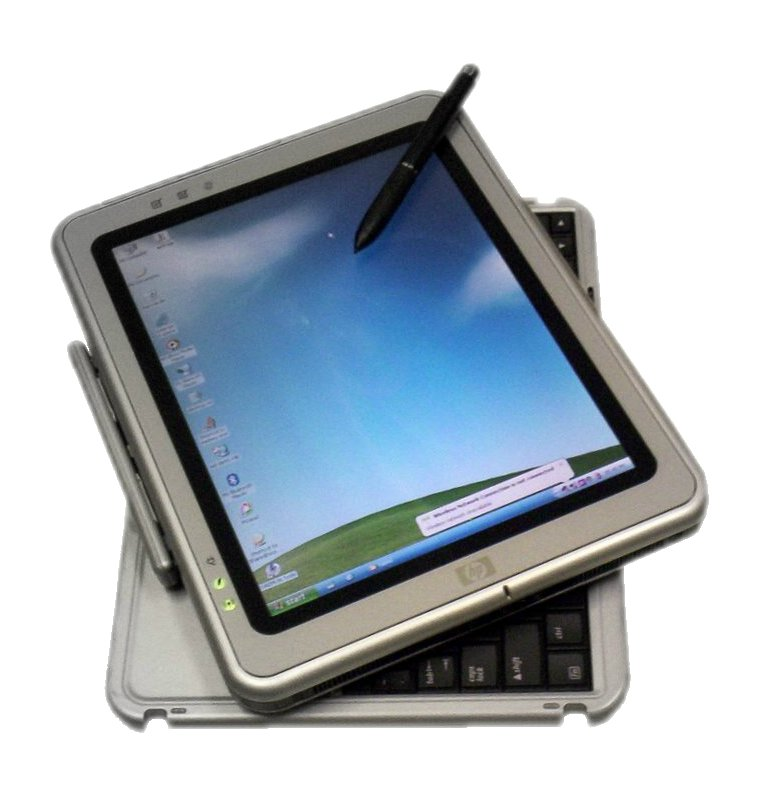
Obenauf ein zu einem Tablet-Computer umgebauter Convertible, darunter ist die bei diesem Modell abnehmbare Tastatur zu sehen.

Ein Convertible (engl. convertible ,verwandelbar‘) – auch Hybrid-PC genannt – ist ein Notebook, das sich über einen Klapp-, Dreh-, Schiebe- oder Klickmechanismus auch in Form eines Tablet-Computers nutzen lässt. Um 2010 wurden besonders auf Mobilität ausgelegte Geräte in Anlehnung an die Computerkategorie der Netbooks auch als Netvertible bezeichnet. Geräte, bei denen der Bildschirm vollständig von der Tastatur getrennt werden kann, nennt man weiterhin Detachable (engl. detachable ,abnehmbar‘).
Während bei Convertibles die Eingabe im „Laptop-Modus“ wie üblich über Tastatur und Touchpad oder Trackpoint erfolgen kann, wird das Gerät nach der Umwandlung in einen Tablet-Computer über einen Touchscreen, Digitizer oder mit Hilfe eines Eingabestifts bedient.
Während die Geräte-Klasse der Convertibles lange ein Nischendasein fristete, werden seit 2012 vermehrt Geräte dieses Typs auf den Markt gebracht. Begünstigt wird diese Entwicklung durch die Fortschritte in der Hardwareentwicklung und die zunehmende Touchoptimierung von Betriebssystemen wie beispielsweise Windows 8.
Im Allgemeinen muss unterschieden werden zwischen:
- Tablets, die mithilfe externer Tastaturen als Convertibles genutzt werden können, aber nicht in erster Linie dafür konzipiert wurden (z. B. iPad Pro)
- Convertibles, die auf ARM-Architektur aufbauen und auf denen daher kein Windows Desktop-Betriebssystem laufen kann (z. B. Microsoft Surface 2, Lenovo IdeaPad Yoga 11)

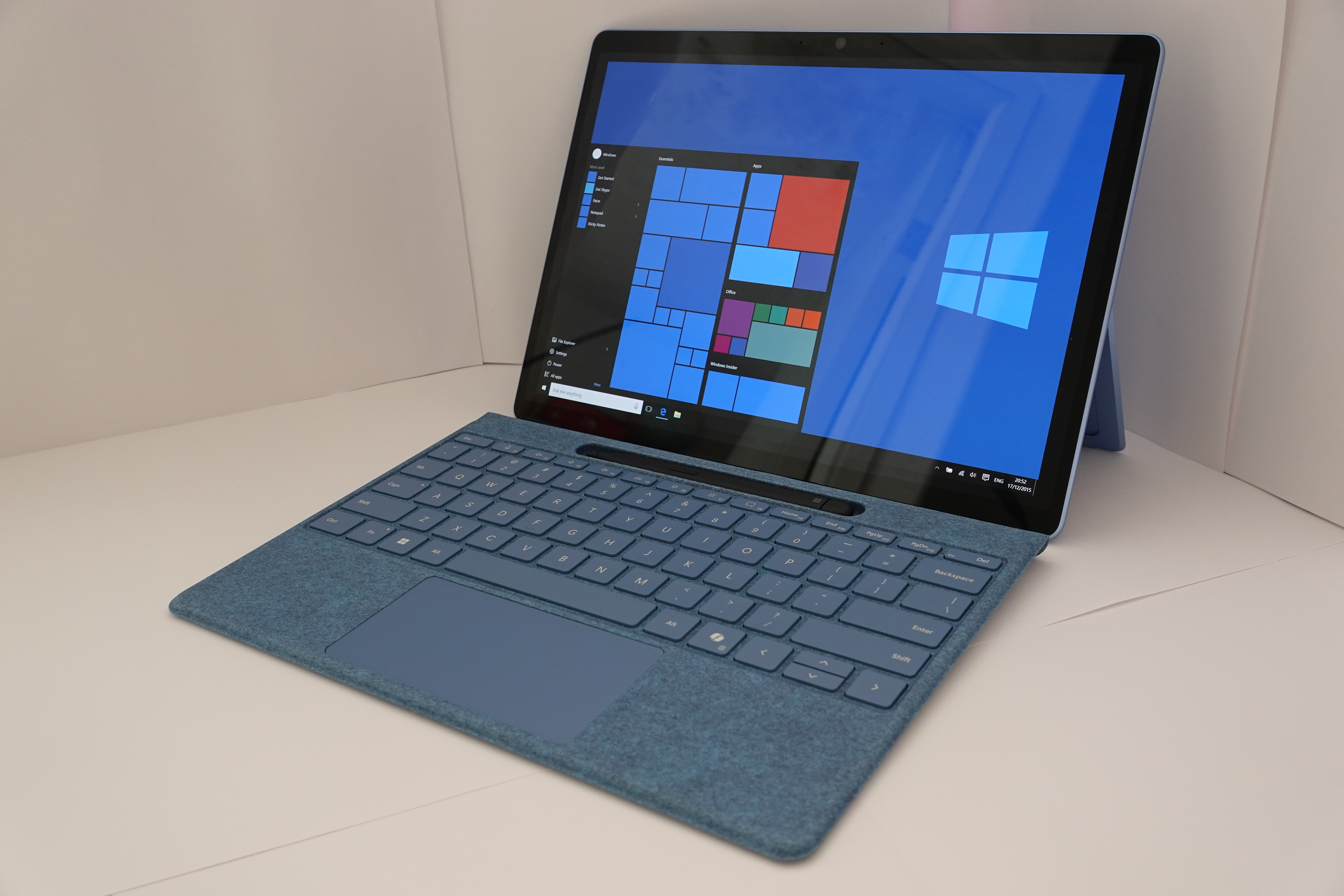
Ein Microsoft Surface Pro mit angedockter Tastatur-Einheit

- Ein Microsoft  Surface Pro mit angedockter Tastatur-EinheitConvertibles, die mit von Laptops bekannter Hardware ausgestattet sind und deshalb mit einem normalen Desktop-Betriebssystem betrieben und als vollständiger PC-Ersatz genutzt werden können (z. B. Microsoft Surface 3, HP Pavilion x360 oder Acer Iconia, Samsung Galaxy Book Flex).